# NGC 4008
NGC 4008 é uma galáxia elíptica (E5) localizada na direcção da constelação de Leo. Possui uma declinação de +28° 11' 34" e uma ascensão recta de 11 horas, 58 minutos e 17,1 segundos.
A galáxia NGC 4008 foi descoberta em 11 de Abril de 1785 por William Herschel.